# HMS Benbow (1885)
El HMS Benbow fue un acorazado de la Marina Real Británica, miembro de la clase Admiral diseñado por Nathaniel Barnaby durante la década de 1880. Terminado de construir en 1888, el Benbow pasó la mayor parte de su carrera en reserva, con solo breves períodos como parte de la flota activa. El acorazado fue desguazado en 1909.